# دهمیک
دهمیک (به انگلیسی: Dhamiak) یک منطقهٔ مسکونی در پاکستان است که در پنجاب واقع شده‌است. دهمیک ۴۴۷ متر بالاتر از سطح دریا واقع شده‌است.